# Hypopyxis labrosa
Hypopyxis labrosa is een hydroïdpoliep uit de familie Sertulariidae. De poliep komt uit het geslacht Hypopyxis. Hypopyxis labrosa werd in 1888 voor het eerst wetenschappelijk beschreven door Allman. 